# Medetera caffra
Medetera caffra är en tvåvingeart som beskrevs av Charles Howard Curran 1927. Medetera caffra ingår i släktet Medetera och familjen styltflugor. Inga underarter finns listade i Catalogue of Life.